# Onthophagus bison
Onthophagus bison är en skalbaggsart som beskrevs av Antoine Boucomont 1919. Onthophagus bison ingår i släktet Onthophagus och familjen bladhorningar. Inga underarter finns listade i Catalogue of Life.